# 2,3-σ迁移反应
2,3-σ迁移（2,3-sigmatropic rearrangement），或称2,3-σ重排，是σ迁移反应的一种，可以分为两种类型：烯丙基亚砜、氧化胺、亚硒砜的重排是中性的；而烯丙基醚的碳负离子重排则涉及到阴离子。 该重排的一般机理为：
原子 Y 可以是硫、硒或氮。如果 Y 是氮，且涉及季铵盐，则该反应称为Sommelet-Hauser重排；如果涉及 α-金属化叔胺，则该反应称为氮杂Wittig 反应；如果 Y 是氧，则称为2,3-Wittig重排（不要与众所周知的Wittig反应混淆，后者涉及鏻叶立德）。如果 Y 是硫，则可以用亲硫试剂处理产物以产生烯丙醇（称为Mislow-Evans重排）。
[2,3]-重排可能导致碳-碳键形成。它也可以用作扩环反应。 

## 立体选择性
2,3-σ重排具有高立体选择性。新形成的双键倾向为反式，即得到E-烯烃产物。但新碳-碳键的立体构型则可以从五元环过渡态推断。一般来说，原来的E-烯烃有利于形成反式产物，而原来的Z-烯烃有利于形成顺式产物，如图所示：
对于具有炔基、烯基或芳基等阴离子稳定基团的 Z-烯烃而言，非对映选择性可能很高。 E-烯烃的非对映选择性通常较低。烃基在五元环信封状过渡态中更喜欢外型（exo）取向。阴离子稳定基团更倾向于过渡态的内型（endo）取向。